# Seixal
Seixal (sɐi'ʃaɫ) è un comune portoghese di 150 271 abitanti situato nel distretto di Setúbal. È suddiviso in 6 freguesias. Il comune è limitato a est dal comune di Barreiro, a sud da quello di Sesimbra, a ovest da Almada e a nord dall'estuario del fiume Tago. Seixal include una baia naturale.

## Freguesias
- Amora
- Arrentela (Seixal)
- Corroios
- Fernão Ferro
- Seixal
- Aldeia de Paio Pires

## Informazioni turistiche
Città pianeggiante che favorisce il cicloturismo e che può contare con una ciclovia che collega Seixal con la città di Amora passando attraverso le località di Correr D'Água, Torre da Marinha, Arrentela e Cavaquinhas.
Località dove Vasco de Gama fece costruire la propria flotta che lo avrebbe condotto in India, può annoverare molte ville signorili, con un patrimonio estremamente ricco in tal senso.
Terra di pescatori e musicisti, Seixal può contare con la qualità delle migliori bande filarmoniche nazionali.
Passeggiando per la città, non ci si può dimenticare di assaporare l'ottima gastronomia (basata essenzialmente su prodotti ittici) ed apprezzare il centro storico (nel quale incontriamo um "Pátio do Genovês", Pátio del Genovese.

## Società

### Evoluzione demografica
| Popolazione di Seixal (1849 – 2004) | Popolazione di Seixal (1849 – 2004) | Popolazione di Seixal (1849 – 2004) | Popolazione di Seixal (1849 – 2004) | Popolazione di Seixal (1849 – 2004) | Popolazione di Seixal (1849 – 2004) | Popolazione di Seixal (1849 – 2004) | Popolazione di Seixal (1849 – 2004) | Popolazione di Seixal (1849 – 2004) |
| ----------------------------------- | ----------------------------------- | ----------------------------------- | ----------------------------------- | ----------------------------------- | ----------------------------------- | ----------------------------------- | ----------------------------------- | ----------------------------------- |
| 1849                                | 1900                                | 1930                                | 1960                                | 1981                                | 1991                                | 2001                                | 2004                                |                                     |
| 4.383                               | 6.661                               | 10.088                              | 20.470                              | 89.169                              | 116.912                             | 150.271                             | 164.715                             |                                     |

## Accessi
- Autostrada A2 Sud - Uscita Seixal/Fogueteiro;
- Strada nazionale EN 10 - Uscita Cruz de Pau, Fogueteiro, Casal do Marco ou Aldeia de Paio Pires;
- Strada nazionale EN 378 - Collegamento fra Sesimbra e Seixal;
- Ferrovie Fertagus - Stazione di Fogueteiro;
- Autobus - Fertagus, Setubalense e TST;
- Traghetti Transtejo - linea Lisboa/Seixal;
- Metropolitana Sul del Tago - linea Almada/Seixal.